# BSAT-4a
BSAT-4aとは放送衛星システムが所有するBSデジタル用の放送衛星である。メーカはスペースシステムズ/ロラールで、2017年9月29日にアリアン5ロケットにより打ち上げられた。理論上のコールサインはJO35-BS-UHTV 。4K 8Kテレビ放送に対応しており、右旋12波に加え、左旋12波の同時送信が可能になった。さらにKa帯2波も送信が可能になっている。